# Blangpidie
Blangpidie is een plaats in de huidige provincie Atjeh in het noorden van Sumatra, Indonesië.
De belangrijkste route van Banda Aceh naar Medan loopt door de plaats.